# Лопушанка-Хомина
Лопушанка-Хомина (укр. Лопушанка-Хомина) — село в Стрелковской сельской общине Самборского района Львовской области Украины.
Население по переписи 2001 года составляло 529 человек. Занимает площадь 0,703 км². Почтовый индекс — 82092. Телефонный код — 3238.